# Liste der Bodendenkmäler in Detmold
Die Liste der Bodendenkmäler in Detmold führt die Bodendenkmäler der Stadt Detmold (Stand: April 2013) auf.
| Bild | Bezeichnung                                    | Lage                                       | Beschreibung                                                            | Ortsteil         | Eingetragen seit | Denkmalnummer |
| ---- | ---------------------------------------------- | ------------------------------------------ | ----------------------------------------------------------------------- | ---------------- | ---------------- | ------------- |
|      | Furt über die Retlage                          | Weberstraße Karte                          |                                                                         | Pivitsheide V.L. | 11.08.1986       | 1             |
|      | Grabhügelgruppe                                | Beim Hörster Sprunge Karte                 |                                                                         | Pivitsheide V.L. | 11.08.1986       | 2             |
|      | 3 Grabhügel                                    | Streitbrink Karte                          |                                                                         | Pivitsheide V.L. | 11.01.1989       | 3             |
|      | Grabhügel                                      | Espenrekte Karte                           |                                                                         | Pivitsheide V.H. | 11.01.1989       | 4             |
|      | 2 Grabhügel                                    | Hasselbraken Karte                         |                                                                         | Pivitsheide V.H. | 11.01.1989       | 5             |
|      | 2 Grabhügel                                    | Karte                                      |                                                                         | Hiddesen         | 11.01.1989       | 6             |
|      | Grabhügelgruppe                                | Weginghauser Bruch Karte                   |                                                                         | Hiddesen         | 11.01.1989       | 7             |
|      | 2 Grabhügel                                    | Kahler Ehberg Karte                        |                                                                         | Hiddesen         | 11.01.1989       | 8             |
|      | Grabhügelgruppe                                | Das Bent Karte                             |                                                                         | Hiddesen         | 11.01.1989       | 9             |
|      | Sperrwall                                      | Allhornsberg+Uffler Karte                  |                                                                         | Pivitsheide V.H. | 11.01.1989       | 10            |
|      | Grabhügel                                      | Sternschanze Karte                         |                                                                         | Hiddesen         | 11.01.1989       | 11            |
|      | Grabhügel                                      | Oberes Martsiek Karte                      |                                                                         | Hiddesen         | 11.01.1989       | 12            |
|      | Grabhügel                                      | Düsterngrund Karte                         |                                                                         | Pivitsheide V.L. | 11.01.1989       | 13            |
|      | Höhle                                          | Uffler Karte                               |                                                                         | Hiddesen         | 11.01.1989       | 14            |
|      | Siedlungsplatz                                 | Am Fischerteich Karte                      |                                                                         | Pivitsheide V.L. | 11.01.1989       | 15            |
|      | Siedlungsplatz                                 | Zedling Karte                              |                                                                         | Heidenoldendorf  | 11.01.1989       | 16            |
|      | Siedlungsplatz                                 | Bentweg Karte                              |                                                                         | Hiddesen         | 11.01.1989       | 17            |
|      | Siedlungsplatz                                 | Vorderer Reuterpfad+Unteres Martsiek Karte |                                                                         | Hiddesen         | 11.01.1989       | 18            |
|      | Grabhügel                                      | Schlingenbusch Karte                       |                                                                         | Hakedahl         | 11.01.1989       | 19            |
|      | 3 Grabhügel                                    | Die Recke Karte                            |                                                                         | Heiligenkirchen  | 11.01.1989       | 20            |
|      | 2 Grabhügel                                    | Der große Schneiderbusch Karte             |                                                                         | Hornoldendorf    | 11.01.1989       | 21            |
|      | Grabhügel                                      | Großer Stenderbusch Karte                  |                                                                         | Hornoldendorf    | 11.01.1989       | 22            |
|      | 3 Grabhügel                                    | Der Bannenberg Karte                       |                                                                         | Schönemark       | 11.01.1989       | 23            |
|      | Grabhügel                                      | Auf dem Osterberge Karte                   |                                                                         | Schönemark       | 11.01.1989       | 24            |
|      | 2 Grabhügel                                    | Altehain Karte                             |                                                                         | Diestelbruch     | 11.01.1989       | 25            |
|      | 3 Grabhügel                                    | Vietberg Karte                             |                                                                         | Heidenoldendorf  | 11.01.1989       | 26            |
|      | Grabhügel und Wartturm                         | Vietberg Karte                             |                                                                         | Heidenoldendorf  | 11.01.1989       | 27            |
|      | Grabhügel                                      | Vietberg Karte                             |                                                                         | Heidenoldendorf  | 11.01.1989       | 28            |
|      | Grabhügel                                      | Brennelse Karte                            |                                                                         | Diestelbruch     | 11.01.1989       | 29            |
|      | Steinsetzungen                                 | Mittelhain/Brennelse Karte                 |                                                                         | Diestelbruch     | 11.01.1989       | 30            |
|      | 2 Grabhügel                                    | Moerholz Karte                             |                                                                         | Oberschönhagen   | 11.01.1989       | 31            |
|      | Grabhügel                                      | Im Ellern Karte                            |                                                                         | Schönemark       | 11.01.1989       | 32            |
|      | Siedlungsplatz                                 | Vietberg Karte                             |                                                                         | Heidenoldendorf  | 11.01.1989       | 33            |
|      | Siedlungsplatz                                 | Im Niedernkampe Karte                      | Siedlungsplatz aus der mittleren Steinzeit                              | Heiligenkirchen  | 11.01.1989       | 34            |
|      | Siedlungsplatz Mesche                          | Mesche Karte                               | Siedlungsplatz aus der älteren Steinzeit                                | Jerxen-Orbke     | 11.01.1989       | 35            |
|      | Erdwerk                                        | Unterer Altarstein Karte                   |                                                                         | Hiddesen         | 11.01.1989       | 36            |
|      | Wallburg                                       | Teutoburg Karte                            | „Kleiner Hünenring“; rundliche Wallanlage                               | Hiddesen         | 11.01.1989       | 37            |
|      | Wallburg                                       | Grotenburg Karte                           | „Großer Hünenring“; ausgedehnte Wallburg aus der vorrömischen Eisenzeit | Hiddesen         | 11.01.1989       | 38            |
|      | 3 Grabhügel im Büchenberg                      | Büchenberg Karte                           |                                                                         | Detmold-Süd      | 11.01.1989       | 39            |
|      | Grabhügelgruppe                                | Auf der Friedrichshöhe Karte               |                                                                         | Heiligenkirchen  | 11.01.1989       | 40            |
|      | Grabhügel                                      | Berlebecker Heide Karte                    |                                                                         | Berlebeck        | 11.01.1989       | 41            |
|      | Hohlwegbündel                                  | Schnepfenflucht Karte                      |                                                                         | Berlebeck        | 11.01.1989       | 42            |
|      | Sperrwall                                      | Hellberg+Sandfleck Karte                   |                                                                         | Berlebeck        | 11.01.1989       | 43            |
|      | Grabhügel                                      | Im Wallberge Karte                         |                                                                         | Hornoldendorf    | 11.01.1989       | 44            |
|      | Burgruine Falkenburg                           | Falkenberg Karte                           |                                                                         | Berlebeck        | 11.01.1989       | 45            |
|      | Grabhügelgruppe                                | In der Steinbreite Karte                   |                                                                         | Heiligenkirchen  | 16.06.1989       | 46            |
|      | Siedlungsplatz Westerfeld                      | Westerfeld Karte                           |                                                                         | Jerxen-Orbke     | 08.07.1992       | 47            |
|      | Gartenanlage Palaisgarten                      | Palaisgarten Karte                         |                                                                         | Detmold-Süd      | 14.04.1993       | 48            |
|      | Bodenspuren Heilig-Geist-Spital                | Bruchstraße Karte                          |                                                                         | Detmold-Nord     | 30.11.1994       | 49            |
|      | Mittelalterliche Stadtbefestigung              | Karte                                      |                                                                         | Detmold-Nord     | 30.11.1994       | 50            |
|      | Burgmannshof (der Familie v.d. Busche)         | Schülerstraße/Exterstraße Karte            |                                                                         | Detmold-Nord     | 15.12.1994       | 51            |
|      | Burgmannsitz der Familie von Exter             | Exterstraße/Auguststraße Karte             |                                                                         | Detmold-Nord     | 15.12.1994       | 52            |
|      | Mittelalterliche Stadtkernbebauung             | Meierstraße/Karlstraße Karte               |                                                                         | Detmold-Nord     | 15.12.1994       | 53            |
|      | Burgmannshof v. d. Borch                       | Schülerstr. 14 Karte                       |                                                                         | Detmold-Nord     | 15.12.1994       | 54            |
|      | Frühneuzeitlicher Friedhof vor dem Lemgoer Tor | Petristr. Karte                            |                                                                         | Detmold-Nord     | 15.12.1994       | 55            |
|      | Marktplatz                                     | Marktplatz Karte                           |                                                                         | Detmold-Nord     | 15.12.1994       | 56            |
|      | Burganlage                                     | Schloßplatz Karte                          |                                                                         | Detmold-Nord     | 15.12.1994       | 57            |
|      | Hofanlage Wehmhof                              | Bruchstraße 2 Karte                        |                                                                         | Detmold-Nord     | 15.12.1994       | 58            |
|      | Neuzeitlicher Friedhof (Weinbergfriedhof)      | Paulinenstraße 2 Karte                     |                                                                         | Detmold-Süd      | 15.12.1994       | 59            |
|      | Parkanlage Friedrichstal                       | Friedrichstal Karte                        |                                                                         | Detmold-Süd      | 15.12.1994       | 60            |
|      | Mittelalterlicher Adelssitz Braunenbruch       | Heidenoldendorfer Straße 51 Karte          |                                                                         | Detmold-Süd      | 29.12.1995       | 61            |